# روبرت ديكنسون
روبرت ديكنسون هو سياسي كندي، ولد في 1835، وتوفي في 1 نوفمبر 1889.